# Глубчишки окръг
Глубчишки окръг (на полски: Powiat głubczycki) е окръг Южна Полша, Ополско войводство. Заема площ от 672,63 км2. Административен център е град Глубчице.

## География
Окръгът се намира в историческата област Горна Силезия. Разположен е на границата с Чехия в южната част на войводството.

## Население
Населението на окръга възлиза на 48 217 души (2012 г.). Гъстотата е 72 души/км2.

## Административно деление
Административно окръгът е разделен на 4 общини.
Градско-селски общини:
- Община Баборов
- Община Глубчице
- Община Кетш

Селска община:
- Община Бранице

## Галерия
- Баборов
- Глубчице
- Кетш